# Alexéi Tijomírov
Alexéi Tijomírov –en ruso, Алексей Тихомиров– (2 de junio de 1983) es un deportista ruso que compitió en esgrima, especialista en la modalidad de espada. Ganó una medalla de bronce en el Campeonato Europeo de Esgrima de 2011, en la prueba por equipos.

## Palmarés internacional
| Campeonato Europeo | Campeonato Europeo      | Campeonato Europeo | Campeonato Europeo |
| Año                | Lugar                   | Medalla            | Prueba             |
| ------------------ | ----------------------- | ------------------ | ------------------ |
| 2011               | Sheffield (Reino Unido) | Medalla de bronce  | Espada por equipos |